# K-525 Arhangelsk
Arhangelsk (rusko Архангельск) je bila jedrska podmornica z manevrirnimi raketami razreda Granit Ruske vojne mornarice. Poimenovana je bila po Arhangelsku. Njen gredelj je bil položen 25. julija 1975, splavljena je bila 3. maja 1980, v uporabo pa je bila predana 30. decembra 1980. Projekt je razvil konstruktorski biro Rubin, glavni konstruktor pa je bil Pavel Petrovič Pustincev, po njegovi smrti leta 1977 pa Igor Leonidovič Baranov. Pri razvoju projekta 949 Granit je sodelovalo 129 podjetij in 16 ministrstev. Razvoj se je začel leta 1969, na njegovi osnovi pa je bil pozneje razvit izboljšan razred Antej. Tlačni trup je bil razdeljen na devet odsekov in je bil izdelan iz jekla AK-33 debeline 45–68 mm, ki ga je razvil leningrajski Centralni znanstvenoraziskovalni inštitut »Prometej«. Bila je del 11. divizije podmornic Severne flote v Zaozjorsku.
Od 30. avgusta 1991 je bila v rezervi, 31. julija 1996 je bila upokojena, januarja 2004 pa se je začel razrez v Sevmašu, ki je trajal do januarja 2005. Strošek je znašal 5,2 mio. GBP.